# Torneo Interbritannico 1887
Il Torneo Interbritannico 1887 fu la quarta edizione del torneo di calcio conteso tra le Home Nations dell'arcipelago britannico. Il torneo fu vinto dalla nazionale scozzese per la quarta volta.

## Risultati
| Data             | Luogo     | Squadra 1   | Risultato | Squadra 2 |
| ---------------- | --------- | ----------- | --------- | --------- |
| 5 febbraio 1887  | Sheffield | Inghilterra | 7 - 0     | Irlanda   |
| 19 febbraio 1887 | Glasgow   | Scozia      | 4 - 1     | Irlanda   |
| 28 febbraio 1887 | Londra    | Inghilterra | 4 - 0     | Galles    |
| 12 marzo 1887    | Belfast   | Irlanda     | 4 - 1     | Galles    |
| 19 marzo 1887    | Blackburn | Inghilterra | 2 - 3     | Scozia    |
| 21 marzo 1887    | Wrexham   | Galles      | 0 - 2     | Scozia    |

## Classifica
| Pos | Squadra     | Pti | G | V | N | P | GF | GS |
| --- | ----------- | --- | - | - | - | - | -- | -- |
| 1   | Scozia      | 6   | 3 | 3 | 0 | 0 | 9  | 3  |
| 2   | Inghilterra | 4   | 3 | 2 | 0 | 1 | 13 | 3  |
| 3   | Irlanda     | 2   | 3 | 1 | 0 | 2 | 5  | 12 |
| 4   | Galles      | 0   | 3 | 0 | 0 | 3 | 1  | 10 |